# Бернд фон Бредов
Бернд фон Бредов (на немски: Bernd von Bredow; † 1528/1529) е благородник от род Бредов (днес в Бризеланг) в Бранденбург.
Той е най-малкият син на рицар Беренд фон Бредов († 1483), господар в Кремен и Рейнсберг, съветник, курфюрстски бранденбургски хауптман в Укерланде, и съпругата му Анна фон Плоте († сл. 1483), дъщеря на Ахим фон Плоте († 1464) и Анна фон Дьорен. Внук е на рицар и хауптман Матиас фон Бредов († сл. 1454) и Анна фон Квитцов (* ок. 1410).
Брат е на Хайнрих фон Бредов († пр. 1540), Ахим фон Бредов († сл. 1541), Липолд фон Бредов († 1525) и Илза фон Бредов, омъжена ок. 1478 г. за Хартвиг I фон Малтцан (* ок. 1447), наследствен маршал.
Фамилията фон Бредов получава през 1464 г. чрез женитба Рейнсберг, който през 1524 г. отива заедно с господството Рупин към Маркграфство Бранденбург.

## Фамилия
Бернд фон Бредов се жени за Маргарета фон Бланкенбург (* пр. 1490), дъшеря на фон Бланкенбург и на фон Валдов. Те имат децата:
- Анна фон Бредов (* ок. 1510; † 1555), омъжена сл. 1539 г. за Дубслаф VI фон Айкщет (* 17 февруари 1490; † 25 декември 1554, Клемпенов), съветник в Померания
- Йоахим фон Бредов († 1573, Магдебург), дворцов майстер в Магдебург, женен I. ок. 1542 г. за Катарина фон Арним, II. за Катарина фон Квитцов († 1566/1569, Хале а. д. Заале), III. на 25 декември 1569 г. за Анна фон Шпар (* 1555, Кьолн; † 21 март 1597, Глиенике); баща на три сина и една дъщеря
- Маргарета фон Бредов († 30 юни 1574), омъжена на 1 февруари 1546 г. за Ханс VII фон Арним (1503 – 1553), хауптман на Линдов и Цехлин